# Arrondissement La Tour-du-Pin
Tour-du-Pin is een arrondissement van het Franse departement Isère in de regio Auvergne-Rhône-Alpes. De onderprefectuur (hoofdstad) is La Tour-du-Pin. Het arrondissement telt 302.380 inwoners (2016).

## Kantons
Het arrondissement bestond tot 2015 uit de volgende kantons:
- Kanton Bourgoin-Jallieu-Nord
- Kanton Bourgoin-Jallieu-Sud
- Kanton Crémieu
- Kanton Le Grand-Lemps
- Kanton L'Isle-d'Abeau
- Kanton Morestel
- Kanton Le Pont-de-Beauvoisin
- Kanton Saint-Geoire-en-Valdaine
- Kanton La Tour-du-Pin
- Kanton La Verpillière
- Kanton Virieu

In mei 2013 werd een wetsvoorstel aangenomen die het aantal kantons drastisch reduceerde van 4032 tot 2052. Deze nieuwe indeling trad in werking vanaf de departementsverkiezingen in maart 2015. Naast de drastische vermindering van het aantal kantons, werd bij de indeling niet meer gekeken naar de grenzen van de arrondissementen. Dit houdt in dat één kanton in meerdere arrondissementen kan liggen. Na deze herindeling bestaat Vienne uit (delen van) de volgende kantons:
- Kanton Bourgoin-Jallieu
- Kanton Chartreuse-Guiers
- Kanton Charvieu-Chavagneux
- Kanton Le Grand-Lemps
- Kanton L'Isle-d'Abeau
- Kanton Morestel
- Kanton La Tour-du-Pin
- Kanton La Verpillière